# Giacomino Pugliese
Giacomino Pugliese (Pulla, segle xiii — segle xiii) va ser un poeta italià.
Va ser un dels principals representants de l'escola poètica siciliana, especialment per les seves canzonette on reproduïa els motius tradicionals de les composicions populars.